# Попандопуло, Александр Григорьевич
Александр Григорьевич Попандопуло (Папандопуло, Попандополо) (1836, Николаев, Николаевское и Севастопольское военное губернаторство — 8 апреля 1913, Николаев, Херсонская губерния) — русский морской офицер, контр-адмирал (1889).

## Биография

### Происхождение
Сын генерал-майора Григория Андреевича Попандопуло (Папандопуло) и его супруги - Елизаветы Ивановны Бардаки (?-после 1856), внук генерал-майора Ивана Григорьевича Бардаки (1764?-1821). Младший брат вице-адмирала Ивана Григорьевича Попандопуло (1823). Родился в Николаеве В 1836 году. 
29 марта 1851 года он поступил на службу юнкером на Черноморский флот. 6 августа 1851 года переведен во вновь создаваемую в Николаеве школу флотских юнкеров в числе 57 юнкеров. В 1851 году юнкер А. Попандопуло плавал на линейных кораблях "Храбрый", "Двенадцать Апостолов", бриге "Меркурий" и фрегате "Кагул" в Черном море, а в 1852-1853 годах участвовал в плаваниях у восточного берега Черного моря на фрегате "Коварна", а после на фрегате "Кулевчи" крейсеровал до Константинопольского пролива. 

### Крымская война
5 мая 1854 года Александр Попандопуло был произведен в первый офицерский чин мичмана и был переведен в Севастополь для службы на 120-ти пушечном линейном корабле "Великий князь Константин" под командованием капитана 2-го ранга Л. А. Ергомышева. Участник Крымской войны.  В ходе обороны Севастополя с 13 сентября 1854 года по 20 апреля 1855 года мичман А. Попандопуло находился на 3-м бастионе, неоднократно участвуя в ночных вылазках. Особо отличился в вылазке в ночь с 31 декабря 1854 на 1 января 1855 года, когда он был контужен в голову. За проявленные мужество и героизм его представили к награждению орденами: Св. Анны 3 степени с бантом, Св. Анны 4 степени «за храбрость» и Св. Владимира 4 степени с бантом.

### Последующая служба
После окончания Крымской войны мичман А. Попандопуло в 1856 году был переведен на Балтийский флот, где служил на 11-ти пушечном корвете "Зубр" плавая по Финскому заливу. В следующем 1857 году в отряде кораблей под командованием капитана 1-го ранга И. Ф. Лихачева, перешел на нём из Кронштадта в Николаев. В 1859 году на винтовой шхуне "Пицунда" крейсеровал у абхазских берегов, а в 1860 году поступил в 1-й сводный черноморский экипаж, где служил на рейде Очакова на брандвахтенной шхуне "Аю-даг" под командованием лейтенанта А. Д. Палеолога. 17 октября того же года Александр Попандопуло был произведен в лейтенанты и командирован в Киевскую, Каменец-Подольскую и Волынскую губернии для собрания справочных цен по коммисариатской части.

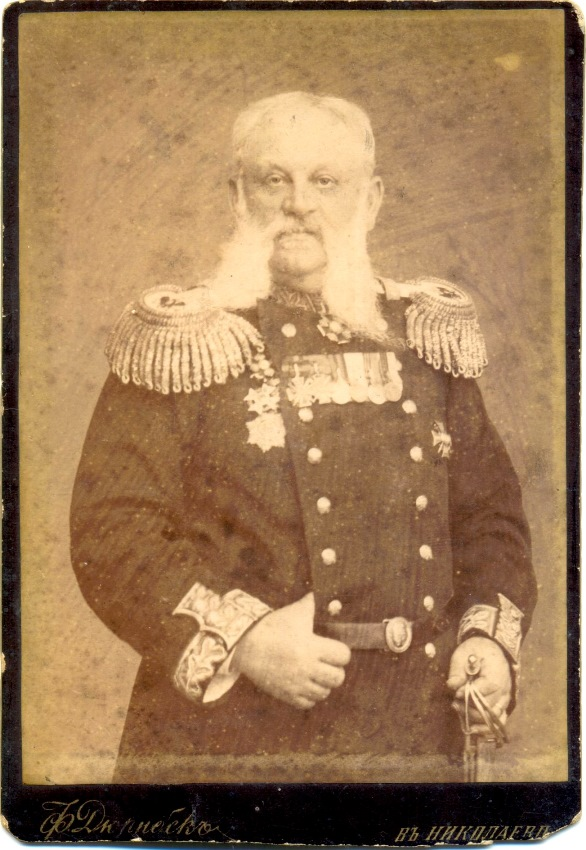
Контр-адмирал Александр Григорьевич Попандопуло. Фотография Ф. Дюрнбека в Николаеве

 В 1861-1862 годах крейсеровал у абхазских берегов на винтовом корвете "Вепрь" под командованием капитан-лейтенанта И. И. Дефабра, а в 1863 году плавал по черноморским портам на  паровой императорской яхте "Тигр". Последующие шесть лет совершал практические плавания по Чёрному морю, Бугу и Днепровскому лиману вначале на учебно-артиллерийском корвете "Буйвол" под командованием капитана 2-го ранга В. Г. Стронского,  а с 1868 года - на парусно-винтовом корвете "Львица". В 1868 году на этом корабле профессор В. И. Лапшин впервые в отечественной истории производил глубоководные наблюдения в Чёрном море и, в частности, были промеряны глубины от Феодосии до Адлера. В 1869 году старший офицер того же корвета, перешел из Севастополя в Константинополь, а оттуда в Архипелаг и обратно. 1 января 1870 года Попандопуло был произведен в капитан-лейтенанты. 
В 1871 году был ненадолго переведен из черноморского в балтийский флот, где плавал в Балтийском море и по Финскому заливу на мониторе "Перун" и броненосном фрегате "Князь Пожарский". В 1872 году вернулся на черноморский флот и принял под командование винтовую шхуну "Соук-су", на которой он находился на станции у Сухума, а потом на брантвахтенном посту в Еникале. На этой же шхуне совершал плавания в Архипелаг в 1873-1875 годах, а  в 1877 году находился на брантвахтенном посту у защиты минного заграждения в Севастополе по случаю начавшейся русско-турецкой войны.
1 января 1878 года капитан-лейтенант А. Г. Попандопуло был произведен в капитаны 2-го ранга и последующие 3 года командовал винтовой шхуной "Суок-су", плавая в Архипелаге. 30 августа 1882 года Александр Григорьевич был произведен в капитаны 1-го ранга, а в 1886 году назначен командиром винтовой шхуны "Казбек" ( ранее "Эльборус"). В начале 1888 года его назначают командиром винтовой шхуны "Редут-кале", но вскоре 1 июля того же года он получает назначение в распоряжение Главного командира флота и портов Черного и Каспийского морей.
13 ноября 1889 года капитан 1-го ранга А. Г. Попандопуло был произведен в контр-адмиралы с увольнением от службы. После отставки Александр Григорьевич со своим семейством жил в Николаеве в собственном доме по адресу ул. Адмиральская 5. А. Г. Попандопуло скончался 8 апреля 1913 года от "апоплексии" .

## Семья[1]
- жена - Екатерина Константиновна
- дочь - София Александровна Попандопуло (1869-после 1900) - родилась в 1869 года в Николаеве. 11 ноября 1898 года в Николаеве она вышла замуж за уроженца Керчи, штабс-капитана (впоследствии полковника) артиллерии Фёдора Михайловича Ливанского (1865-после 1920?),
- сын - Константин Александрович Попандопуло (1875-?) - родился 10 ноября 1875 года в Николаеве.